# Rubén Marcos
Pour les articles homonymes, voir Marcos.
Rubén Marcos Peralta, né le 6 décembre 1942 à Osorno et mort le 14 août 2006 dans la même ville, est un footballeur international chilien.
Il évolue au poste milieu de terrain et se distingue par sa polyvalence.

## Biographie

### En club
Pendant sa carrière, il joue à l'Universidad de Chile (1961-1970), puis après un bref passage dans le club équatorien d'Emelec, au Palestino (1971-1974).
Il inscrit plus de 100 buts en première division chilienne. Il réalise sa meilleure performance en 1964, où il marque 22 buts avec l'équipe de l'Universidad.
Il remporte avec l'Universidad, cinq titres de champion du Chili.
Il participe à plusieurs reprises à la Copa Libertadores. Il joue 36 matchs et inscrit sept buts dans cette compétition. En 1970, il atteint les demi-finales de la Copa Libertadores, inscrivant notamment un but en demi face au CA Peñarol.

### Équipe nationale
Il est sélectionné à 36 reprises en équipe du Chili entre 1963 et 1969, inscrivant huit buts.
Il participe avec la sélection chilienne à la Coupe du monde 1966 organisée en Angleterre. Lors de ce mondial, il joue trois matchs. Il se met en évidence en inscrivant deux buts en phase de poule, contre la Corée du Nord et l'Union soviétique.

## Palmarès
- Champion du Chili en 1962, 1964, 1965, 1967 et 1969 avec l'Universidad de Chile[1].